# اس‌ام یوبی-۱۰۴
اس‌ام یوبی-۱۰۴ (به انگلیسی: SM UB-104) یک زیردریایی بود که طول آن ۵۵٫۳ متر (۱۸۱ فوت) بود. این زیردریایی در سال ۱۹۱۷ ساخته شد.